# Dow Ben-Me’ir
Dow Ben-Me’ir (hebr.: דב בן-מאיר, ang.: Dov Ben-Meir, ur. 11 sierpnia 1927 w Ciechocinku, zm. 21 marca 2020 w Tel Awiwie) – izraelski politolog, pisarz i polityk, w latach 1981–1988 poseł do Knesetu z listy Koalicji Pracy.

## Życiorys
Urodził się 11 sierpnia 1927 w Ciechocinku. W 1935 wyemigrował wraz z rodziną do Palestyny. Ukończył szkołę średnią rolniczą w Pardes Channie. Od 1946 do 1954 zasiadał we władzach krajowych ruchu Meuchedet. W 1947 był wśród założycieli kibucu Majan Baruch, w którym mieszkał i działał do 1953. Ukończył ekonomię i politologię na Uniwersytecie Hebrajskim w Jerozolimie.
W latach 1954–1962 kierował działem publikacji w biurze premiera, następnie był założycielem i dyrektorem generalnym izraelskiego stowarzyszenia chorych na raka (1962–1967). W 1969 opublikował pierwszą książkę. W latach 1970–1976 przewodniczył Partii Pracy w dystrykcie Tel Awiwu, zaś w latach 1976–1983 przewodniczył organizacji związkowej Histadrut w tym regionie oraz zasiadał w jej krajowych władzach. W tym czasie opublikował kilka książek, m.in. leksykon Histadrutu oraz jego historię.
W wyborach parlamentarnych w 1981 po raz pierwszy dostał się do izraelskiego parlamentu z listy Koalicji Pracy. W dziesiątym Knesecie zasiadał w komisjach spraw wewnętrznych i ochrony środowiska oraz pracy i opieki społecznej.
Od 1983 do 1989 był pierwszym zastępcą burmistrza Tel Awiwu odpowiedzialnym za miejskie przedsiębiorstwa, ruch drogowy oraz nazewnictwo. W kolejnych wyborach uzyskał reelekcję. W Knesecie jedenastej kadencji był zastępcą przewodniczącego parlamentu i zasiadał w komisjach ds. absorpcji imigrantów oraz spraw wewnętrznych i ochrony środowiska. W kolejnych wyborach utracił miejsce w parlamencie. W latach 1989–1990 pracował w Ministerstwie Finansów jako doradca Szimona Peresa ds. krajów niemieckojęzycznych.
Od 1990 pracował jako doradca ekonomiczny niemieckich przedsiębiorstw inwestujących w Izraelu, Jordanii i Autonomii Palestyńskiej oraz wykładowca w college’u w Bet Berl oraz w Instytucie Technologii Technion w Hajfie. Był także redaktorem naczelnym Encyklopedii Tel Awiwu oraz dwóch publikacji wspomnieniowych o Icchaku Rabinie.